# Steffi Nerius

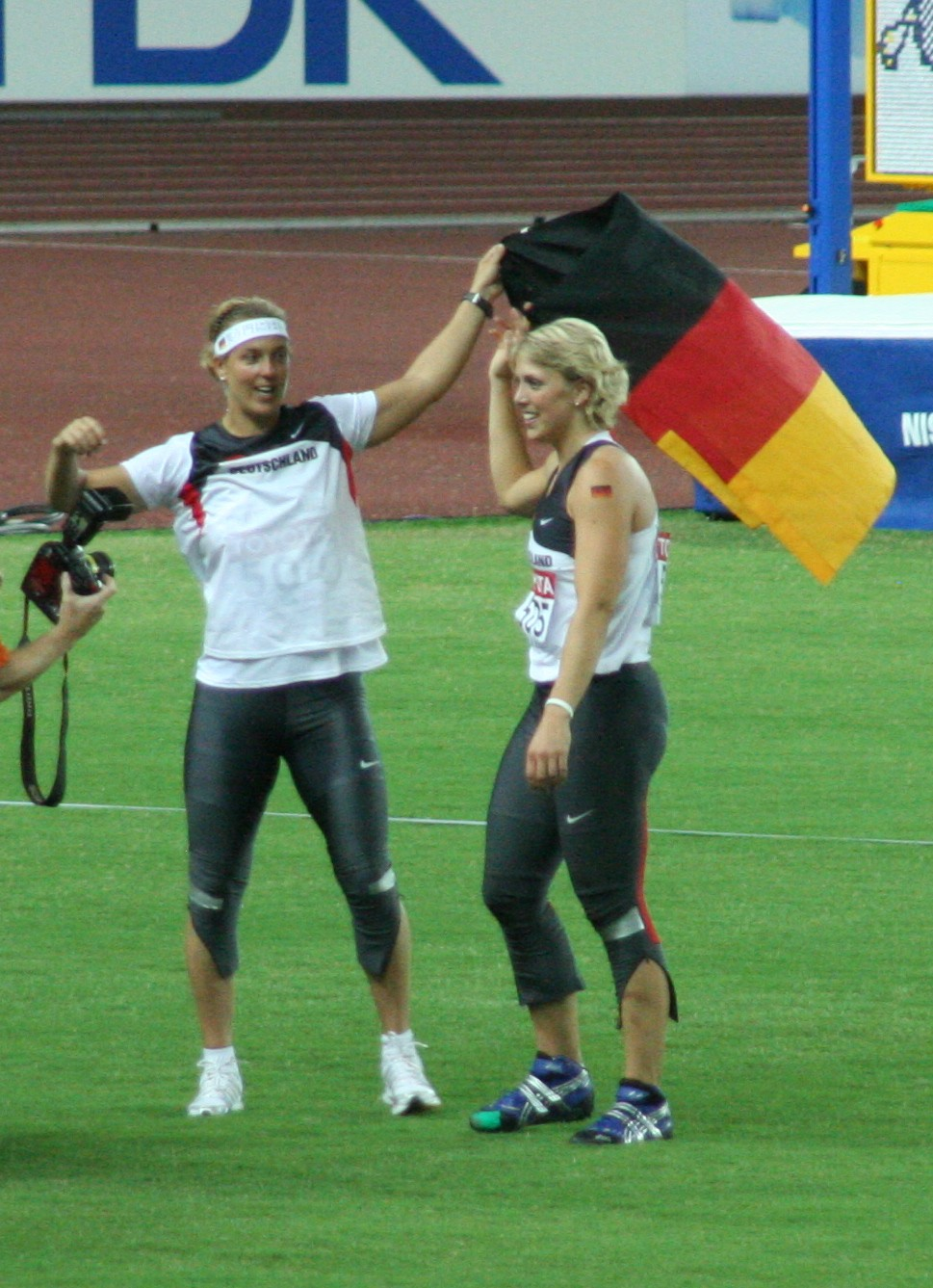
Steffi Nerius, a la izquierda, celebra la medalla de bronce obtenida en el lanzamiento de jabalina de los campeonatos mundiales de atletismo de 2007, en Osaka.

Steffi Nerius, (1 de julio de 1972 en Bergen, Mecklemburgo-Antepomerania, Alemania). Atleta alemana especialista en lanzamiento de jabalina. Ganó la medalla de plata en los Juegos Olímpicos de Atenas 2004 y se proclamó Campeona de Europa en Gotemburgo 2006
Comenzó a practicar la jabalina a instancias de su madre, que había sido una notable lanzadora de jabalina.
Su primer éxito internacional fue la 3.ª posición en los Campeonatos de Europa junior de 1991. 
En 1996 fue la líder del ranking mundial del año con 69'42 (jabalina antigua) hechos en Mónaco. Sin embargo no ganó su primera medalla en un gran campeonato hasta 2002, cuando se proclamó subcampeona de Europa en Múnich. 
Su éxito más importante es la medalla de plata en los Juegos Olímpicos de Atenas 2004, donde solo fue superada por la cubana Osleidys Menéndez.
En 2006 se ha proclamado Campeona de Europa en Gotemburgo y consiguiendo la medalla de oro en el Campeonato Mundial de Atletismo de 2009 en Berlín.

## Palmarés
- Copa del Mundo de La Habana 1992 - 6.ª (56'24)
- Mundiales de Stuttgart 1993 - 9.ª
- Mundiales de Gotemburgo 1995 - 11.ª
- Juegos Olímpicos de Atlanta 1996 - 9.ª
- Europeos de Budapest 1998 - 6.ª (62'08)
- Mundiales de Sevilla 1999 - Elim. (58'43)
- Juegos Olímpicos de Sydneykk 2000 - 4.ª (64'84)
- Mundiales de Edmonton 2001 - 5.ª (62'08)
- Europeos de Múnich 2002 - 2.ª (64'09)
- Mundiales de París 2003 - 3.ª (62'70)
- Juegos Olímpicos de Atenas 2004 - 2.ª (65'82)
- Mundiales de Helsinki 2005 - 3.ª (65'96)
- Europeos de Gotemburgo 2006 - 1.ª (65'82)
- Mundiales de Berlín 2009 - 1.ª (67,30)

## Marca Personal
- 66'52 (Helsinki, 12 Ago 2005)